# 阿文斯諾角 (加利福尼亞州)
阿文西諾角（英語：Avinsino Corner）是位於美國加利福尼亞州埃爾多拉多縣的一個非建制地區。該地的面積和人口皆未知。

## 地理
阿文西諾角的座標為38°41′37″N 120°40′36″W / 38.69361°N 120.67667°W，而該地的平均海拔高度為757米（即2484英尺）。